# 가라아게

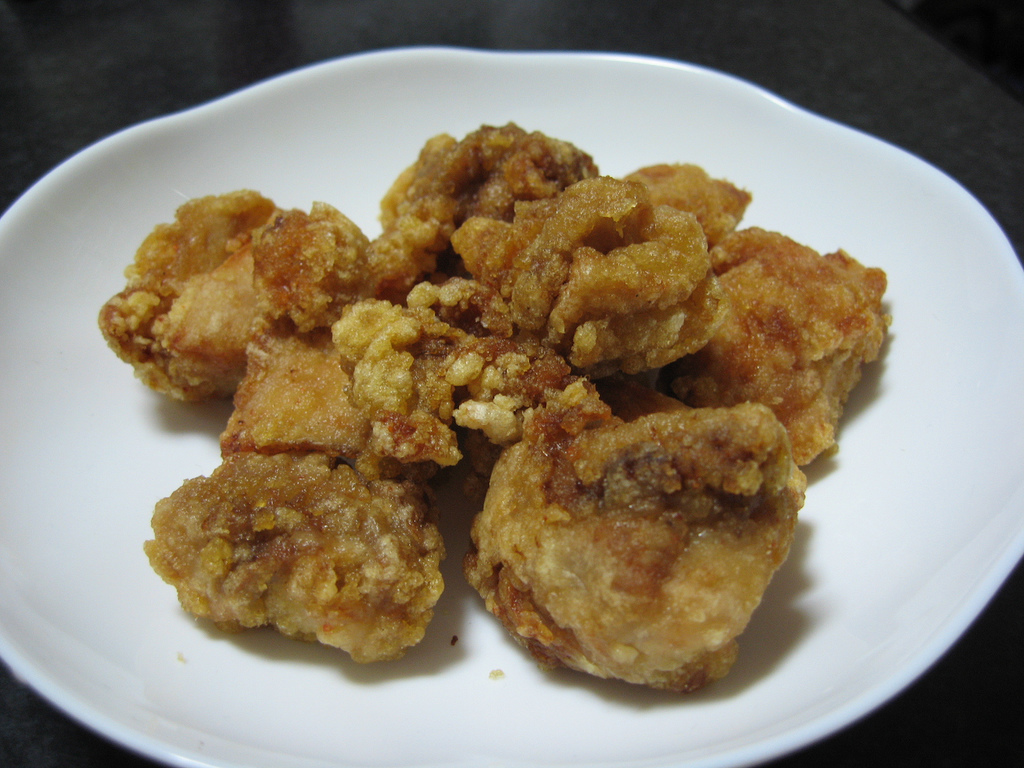
접시에 담은 가라아게

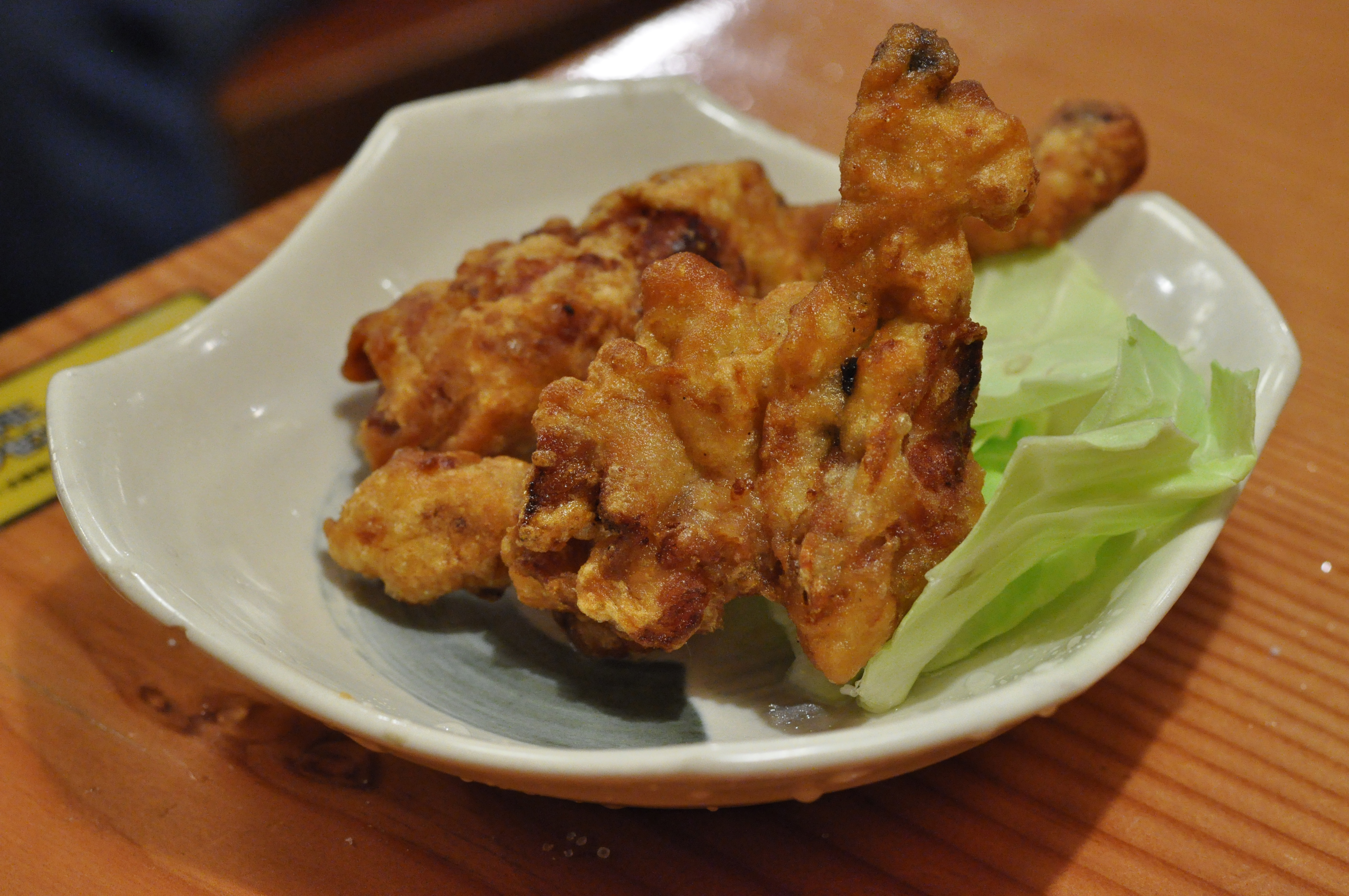
치킨 가라아게

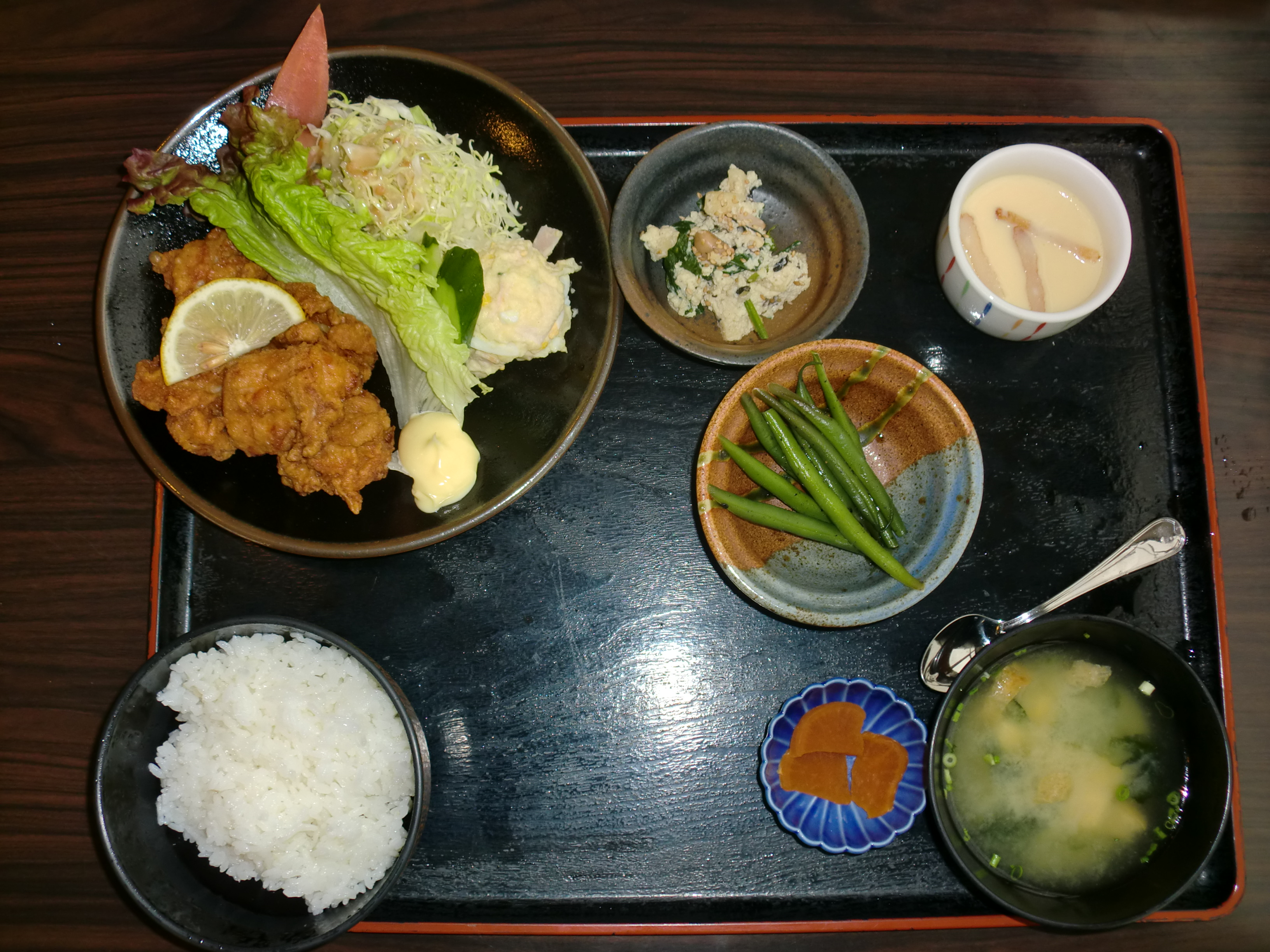
가라아게 정식

가라아게(일본어: から揚げ)는 일본의 튀김 요리이다. 닭고기나 해산물을 한입크기로 썰어 밀가루나 감자, 옥수수 등의 전분을 살짝 입힌 후 기름에 튀겨 조리한다. 조리 과정 중에 양념을 하지 않는 덴푸라와는 달리 가라아게는 튀김옷을 입히기 전에 양념장에 재워둔다. 음식점에서는 가라아게만 제공되거나 쌀밥과 채썬 양배추가 함께 제공될 수 있다.

## 역사
가라아게(唐揚)라고 불리는 튀김 스타일에 대한 최초의 언급은 17세기 말 겐로쿠 시대에 있었다. 치킨 가라아게는 1930년대에 중국식 레스토랑 음식으로 대중화되었다.
수식어 없이 사용하는 경우 가라아게는 일반적으로 치킨 요리를 나타낸다. 이것은 제2차 세계대전 이후 집에서 가라아게를 만드는 것이 대중화되었기 때문에 요리 스타일의 가장 일반적인 적용이었다. 일본에서 치킨 가라아게는 로손, 패밀리마트, 세븐일레븐과 같은 편의점에서 패스트푸드로 흔히 볼 수 있다. 일본 전역의 푸드 스탠드에서도 쉽게 구할 수 있다. 오이타 시에서 매년 열리는 가라아게 축제에는 60개 이상의 다양한 상점이 참여하여 독특한 버전의 요리를 제공한다.

## 같이 보기
- 프라이드 치킨
- 덴푸라
- 닭튀김